# The Slavonic and East European Review
The Slavonic and East European Review es la revista trimestral de la School of Slavonic and East European Studies (Escuela de Estudios Eslavos y de Europa del Este) del University College de Londres. Es una publicación académica revisada por pares que trata temas de Europa oriental y de filología eslava. La fundaron en 1922 Bernard Pares, Robert William Seton-Watson y Harold Williams y la publicaba la Asociación de Investigación de Humanidades Modernas. El redactor jefe es Martyn Rady de la School of Slavonic and East European Studies.